# Tappania
Tappania (лат.) — род акритархов, предположительно эукариотическая микроокаменелость, найденная в отложениях возрастом до 1,63 млрд лет. Её морфология предполагает, что она является грибом. В настоящее время известно как минимум два вида:
- Tappania plana (Тапания плоская)[4], найденная в палеопротерозойских образованиях Индии (Deonar) и Северного Китая (Baicaoping и Beidajian) возрастом 1,63 млрд лет. Это примерно сферический акритарх, 30—60 мкм в диаметре, с одной или двумя маленькими шейками. От центрального тела отходят мелкие разветвлённые и/или секционированные трубки.
- Tappania sp. появляется в отложениях неопротерозоя в Северной Австралии, на северо-западе США и Центральной Сибири с возрастом до 850 млн лет и обнаруживается в стратиграфических слоях на протяжении 200—300 млн лет. Она крупнее, чем Tappania plana, до 300 мкм в длину, с удлинённым или лопастевидным центральным телом, из которого выходят трубчатые гифы. Эти гифы образуют трёхмерную сеть вокруг центрального тела.